# Манохин, Георгий Васильевич
Георгий Васильевич Манохин (неизвестно — 1945 или 1946, Харьков) — советский палеонтолог. В годы немецкой оккупации Украины он раскопал «Ногайского слона» — самый крупный из всех известных экземпляров южного мамонта, который сейчас экспонируется в Зоологическом музее в Санкт-Петербурге

## Биография
Окончил Санкт-Петербургский университет, а затем Сорбонну во Франции. Участвовал в двух кругосветных экспедициях, владел несколькими иностранными языками, включая немецкий.
В 1920-е годы вместе с семьёй переехал из Ленинграда в Бердянск (тогда — Осипенко). С момента открытия Бердянского краеведческого музея (в то время — Осипенковского) в 1929 году начал работать заведующим отделом природы и истории.
Занимался исследованием побережья Азовского моря на участке от Бердянска до Ногайска (ныне — Приморск). Во время своих пеших экспедиций собрал коллекцию костей плейстоценовых млекопитающих, среди которых — останки мамонта (Elephas primigenius), пещерного медведя (Ursus spelaeus), тура (Bos primigenius) и бизона (Bison latifrons).
В июне 1941 года, незадолго до начала Великой Отечественной войны, недалеко на берегу Бердянского залива близ села Обиточное (сейчас микрорайон Приморска), тракторист во время полевых работ случайно обнаружил кости. На место находки выехал Георгий Манохин, который установил, что это останки южного мамонта (слона).

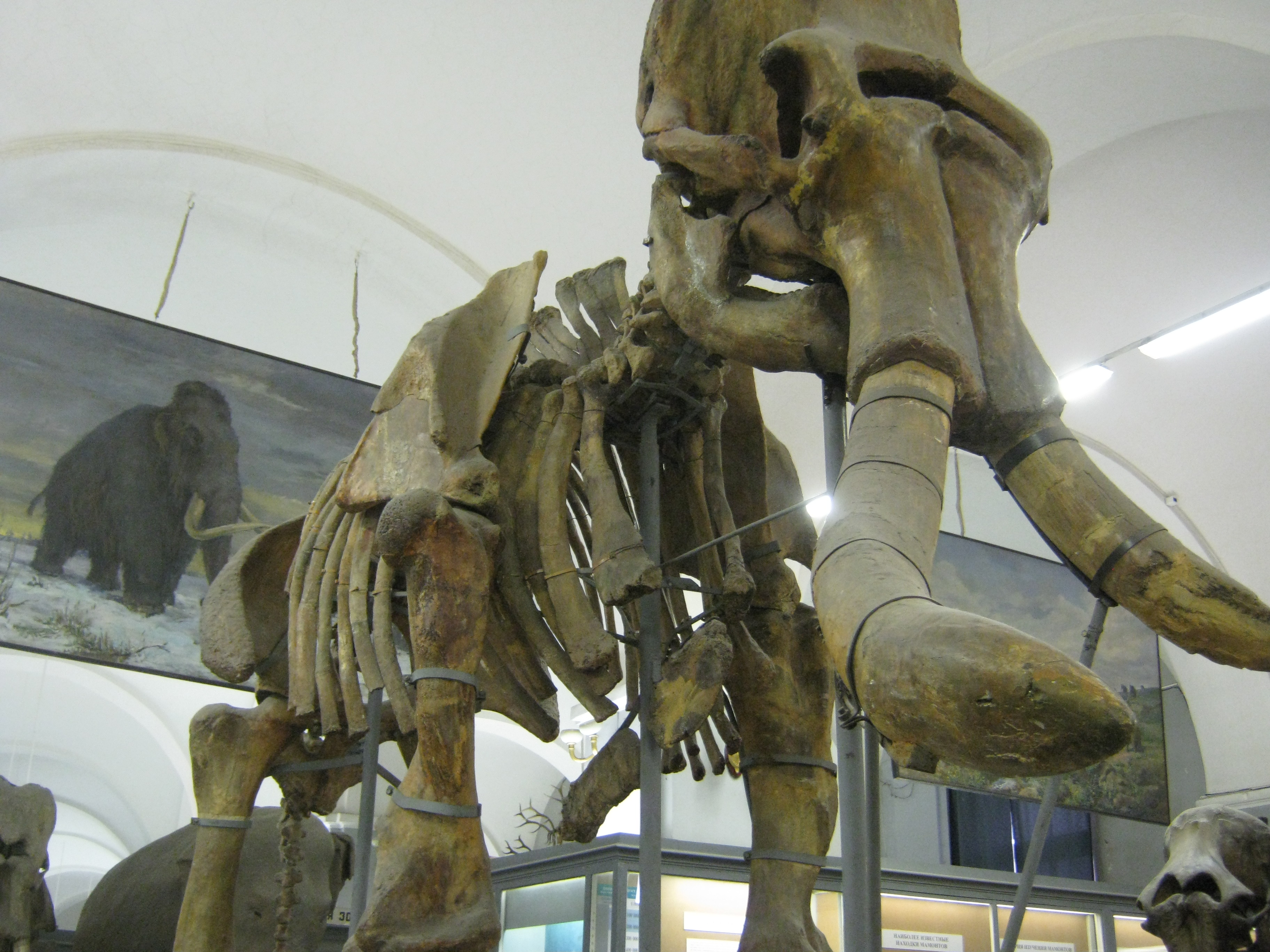
Скелет южного мамонта

Полномасштабные раскопки начались уже после оккупации Бердянска в октябре 1942 года. В ходе этих работ был извлечён самый крупный в истории науки полный скелет южного слона. В раскопках участвовали немецкие военные; для координации был направлен специальный батальон из Берлина под командованием зондерфюрера Каспари.
Останки вывезли в Берлин, где Манохин принимал участие в организации выставки, посвящённой новому открытию. Профессор Геологического института Берлинского университета Вильгельм Дитрих установил, что скелет принадлежал самцу в возрасте около 80-100 лет. В мае 1943 года Манохин опубликовал научную статью по итогам раскопок в журнале Neues Jahrbuch für Mineralogie, Geologie und Paläontologie.
После освобождения Бердянска от немецкой оккупации Манохин вернулся в город. Однако вскоре он был арестован за сотрудничество с оккупационными властями и отправлен в тюрьму «Холодная гора» в Харькове, где вскоре умер. Согласно данным начальника тюрьмы, причиной смерти стала пневмония.
Сам скелет южного слона был доставлен в Санкт-Петербург (Ленинград), где с 1951 года он экспонируется в зоологическом музее.

## Семья
Дочь — Елена Георгиевна Манохина — являлась участницей антисоветской организации Народно-трудовой союз. В подпольной деятельности она использовала псевдоним «Слонёнок». После окончания войны Елена была арестована и приговорена к заключению. Наказание отбывала в лагерях ГУЛАГа в Норильске. Освободилась в 1950-х годах.